# Treštenica Gornja
Treštenica Gornja je naselje v občini Banovići, Bosna in Hercegovina. 

## Deli naselja
Kreševac, Mihailovići, Obojkovina, Ristići, Stevanovići in Treštenica Gornja.

## Prebivalstvo
| Pregled števila prebivalcev po letih | Pregled števila prebivalcev po letih | Pregled števila prebivalcev po letih | Pregled števila prebivalcev po letih | Pregled števila prebivalcev po letih | Pregled števila prebivalcev po letih |
| ------------------------------------ | ------------------------------------ | ------------------------------------ | ------------------------------------ | ------------------------------------ | ------------------------------------ |
| 1948                                 | 1953                                 | 1961                                 | 1971                                 | 1981                                 | 1991                                 |
| -                                    | -                                    | -                                    | 319                                  | 471                                  | 488                                  |

| Narodna sestava prebivalstva po letih                                                                                    | Narodna sestava prebivalstva po letih                                                                                          | Narodna sestava prebivalstva po letih                                                                                         |
| --- | --- | --- |
| 1971 | 1981 | 1991 |
| . skupaj: 319 Srbi 319 (100 %) Hrvati 0 (0,00 %) Muslimani 0 (0,00 %) Jugoslovani 0 (0,00 %) drugi in neznano 0 (0,00 %) | . skupaj: 471 Srbi 333 (70,70 %) Muslimani 126 (26,75 %) Hrvati 0 (0,00 %) Jugoslovani 12 (2,54 %) drugi in neznano 0 (0,00 %) | . skupaj: 488 Srbi 319 (65,36 %) Muslimani 155 (31,76 %) Hrvati 1 (0,20 %) Jugoslovani 9 (1,84 %) drugi in neznano 4 (0,81 %) |